# Primer Cantón
Primer Cantón es una localidad del estado mexicano de Chiapas. Es parte del municipio de Tuzantán.

## Demografía
| Gráfica de evolución demográfica |
|                                  |

| Censo | Población |
| ----- | --------- |
| 1940  | 544       |
| 1950  | 926       |
| 1960  | 1 189     |
| 1970  | 404       |
| 1980  | 564       |
| 1990  | 858       |
| 2000  | 1 054     |
| 2010  | 1 477     |
| 2020  | 1 555     |